# Paula Marcela Moreno
Paula Marcela Moreno Zapata (n. Bogotá, Colombia; 11 de noviembre de 1978) es una filántropa, académica, ingeniera y política colombiana, ministra de Cultura de Colombia del gobierno de Álvaro Uribe desde el 10 de mayo de 2007 hasta el 7 de agosto de 2010.
Moreno es presidente de la Corporación Manos Visibles. De igual forma, integra las juntas directivas de la Fundación Ford y la Asociación Mundial de Estudios de la Diáspora Africana (ASWAD) y es miembro activo del Diálogo Interamericano.

## Biografía
Moreno Zapata nació en Bogotá, Colombia el 11 de noviembre de 1978, La familia Moreno Zapata es originaria del departamento del Cauca, donde aún viven algunos de sus familiares.
Moreno Zapata terminó sus estudios de secundaria en el Colegio Departamental Silveria Espinosa de Rendón y tras terminar decidió estudiar Ingeniería Industrial en la Universidad Autónoma de Colombia, graduándose en 2001, mientras que estudiaba el idioma italiano. Luego se fue a Italia donde estudió en la Universidad para extranjeros de Perugia. Tras su regreso a Colombia, obtuvo una beca de la Universidad Autónoma de Colombia y Colfuturo que le dio la oportunidad de estudiar en la Universidad de Cambridge, graduándose en el 2004 con un Magíster en Filosofía enfocado en Estudios Administrativos. En 2010, fue becada por la Comisión Fulbright para adelantar un programa en planeación urbana y regional en Massachusetts Institute of Technology (MIT) donde su área de profundización fue juventud en riesgo y desarrollo urbanoSPURS MIT. En 2014, Paula ha sido seleccionada como World Fellow en la Universidad de Yale en los Estados Unidos.

## Trayectoria

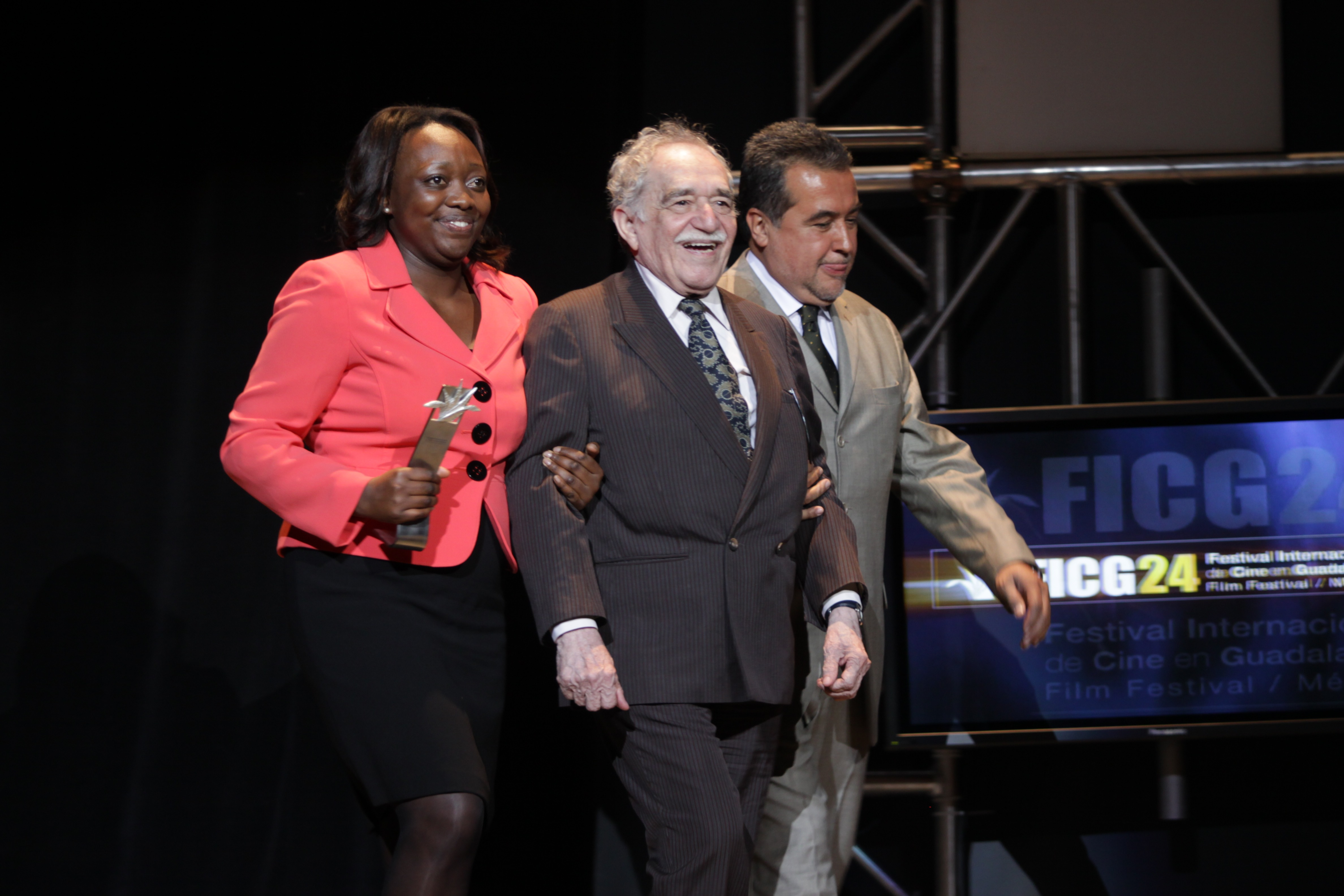
Gabriel García Márquez (2009)

Moreno Zapata trabajó en varios campos de investigación entre los que se cuenta: Investigadora asociada del Centro de Estudios latinoamericanos de la Universidad de Cambridge sobre biodiversidad y comunidades locales en el Pacífico Colombiano; docente y asesora de las Universidades Autónoma de Colombia y la Universidad de los Andes; miembro de la junta directiva de la Asociación de Estudios de la Diáspora Africana (ASWAD). De igual forma, ha sido gerente de proyectos y asesora de organismos de cooperación como la Organización Panamericana de la Salud (OPS), el Banco Interamericano de Desarrollo entre otras organizaciones. En 2004, Paula fue promotora y fundadora del programa de becas Martin Luther King creado por la Embajada de los Estados Unidos en Colombia, donde más de 500 jóvenes afrocolombianos se han formado en inglés y liderazgo, logrando acceder a becas internacionales y mejores opciones laborales. De igual forma, desde 2005 ha acompañado procesos  con organizaciones de base como la Red de Mujeres Afrocolombiana KAMBIRI, los consejos comunitarios de Guapi y Timbiquí y redes de jóvenes.

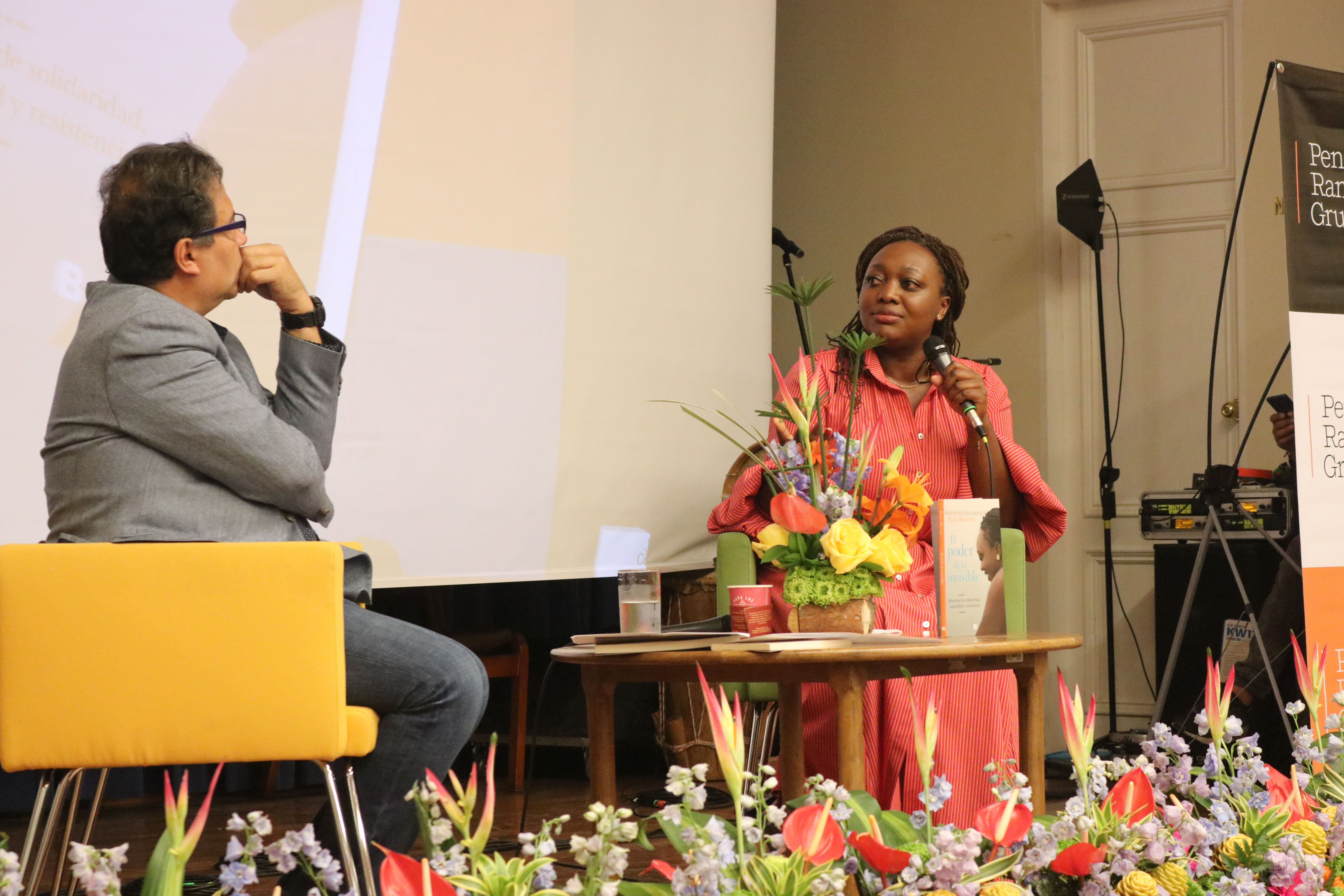
Lanzamiento El Poder de lo Invisible (2018)

En su carrera ha recibido varios reconocimientos como “Unita Black Well Award” de la Asociación de Alcaldes Negros de Estados Unidos, como una de las líderes afrodescendientes más influyentes en el mundo; la Cruz de Boyacá,  la máxima distinción del gobierno colombiano; la Orden del Águila Azteca, la máxima distinción del gobierno de México. En 2014, fue reconocida por la BBC como una de las mujeres más importantes del mundo 100 Women 2014. En 2016 recibió el reconocimiento de las naciones unidas, MIPAD, como una de las 100 líderes afrodescendientes más influyentes en el mundo. Así mismo, recibió el premio a la excelencia Fulbright. 
Paula es becaria  2023 de la  Fundación Skoll que cataliza el cambio social transformador invirtiendo, conectando y defendiendo a emprendedores sociales y otros innovadores sociales que juntos promueven soluciones audaces y equitativas a los problemas más urgentes del mundo.
Moreno ha escrito dos libros, producido documentales y álbumes musicales. Esto le ha brindado una perspectiva única sobre la intersección entre el arte, la cultura y el cambio social. 

### Ministerio de Cultura
Moreno Zapata fue nominada por el presidente Álvaro Uribe convirtiéndose en la primera mujer afrocolombiana en ocupar un cargo ministerial y la más joven en la historia de Colombia. Durante su gestión, logró la aprobación de tres leyes sobre lenguas nativas, patrimonio y bibliotecas. De igual forma, promovió la aprobación de las políticas de estado para los centros históricos y las industrias culturales. En el desarrollo de su enfoque de gestión Colombia diversa: cultura de todos, cultura para todos, generó nuevos procesos y planes nacionales, entre otros. Será recordada por las programaciones y movilizaciones tanto nacionales como internacionales, tales como: el bicentenario, el gran concierto nacional, el congreso iberoamericano de cultura, la agenda afrodescendiente en las Américas entre otros.

### Manos Visibles
Moreno es actualmente presidenta de la Corporación Manos Visibles, organización que fundó en 2010 con el propósito de apoyar a jóvenes en riesgo y a mujeres mediante iniciativas de impacto social. El nombre "Manos Visibles" se inspira en la contraposición a la teoría de la mano invisible de Adam Smith, enfatizando que los cambios sociales requieren acciones programáticas estructuradas, que en esta entidad se denominan Prácticas de Inclusión Efectiva. En sus más de quince años de trayectoria, Manos Visibles ha beneficiado a más de 27.000 personas y ha fortalecido a 500 organizaciones a través de procesos formativos de alta calidad y acompañamiento personalizado, consolidando una red de liderazgo global en la diáspora africana y promoviendo cambios efectivos en la integración social en Colombia.

## Premios
- Orden de San Carlos (2010) Por su servicio al Gobierno de Colombia y a la nación como Ministra de Cultura, otorgado por el presidente Álvaro Uribe.
- Orden Mexicana del Águila Azteca (2011) Otorgado por el presidente de México, Felipe de Jesús Calderón Hinojosa, por su contribución al fortalecimiento de las relaciones entre Colombia y México durante su gestión como Ministra de Cultura.
- Unita Blackwell Award (2009) La Conferencia Nacional de Alcaldes Negros de los Estados Unidos como una de las líderes negras más destacadas del mundo.
- Council of the Americas (2010) Una de las jóvenes líderes más influyentes de América Latina por su capacidad para comprender efectivamente la diversidad.
- BBC (2014) 100 women.
- Fulbright Excellence Award (2014) Gobierno de los Estados Unidos - Comisión Fulbright.
- MIPAD - United Nations (2016) 100 principales líderes afrodescendientes en el mundo menores de 40 años.
- World Economic Forum’s Schwab Foundation(2018) Nominada en la categoría de Emprendimiento Social por el trabajo de Manos Visibles.
- Global Fairness Award (2019)
- UK Black Excellence Award (2020)
- Skoll World Forum Fellows (2023)

## Obras publicadas
- Columnista EL TIEMPO Colombia
- El poder de lo invisible. Memorias de solidaridad, humanidad y resistencia (Julio, 2018). Penguin Random House.
- Soñar lo imposible (Septiembre, 2022). Penguin Random House.
- Davis, Carole Elizabeth Boyce, ed. (julio de 2008). «Afro-Colombians: the different meanings of the African diaspora». Encyclopedia of the African Diaspora: Origins, Experiences, and Culture 2 (1st edición). Santa Barbara, California: ABC-CLIO. ISBN 9781851097005. OCLC 214322660.
- An organizational approach to the biodiversity management by local communities in developing countries. Francoise Barbira -Freeman. Cambridge: Judge Institute of Management Studies. 2005. Consultado el 1 de junio de 2009.
- «Biodiversity Management: A Current Trace of the African Diaspora». Perspectives on Global Development and Technology. Vol 5, Nº3. Boston: Leiden. 2006. pp. 197-211. ISSN 1569-1500. OCLC 201719995.
- Memorias de una gestión pública en cultura. Colombia diversa: Cultura de todos, Cultura para todos. Colombia: Ministerio de Cultura, República de Colombia. 2010.